# Протести у Вірменії (2015)
Протести у Вірменії розпочалися 19 червня 2015 року мирним сидячим страйком на площі Свободи перед Єреванським оперним театром, а 23 червня після розгону на проспекті Баграмяна переросли у масові насильницькі заворушення. 9 липня на площі Свободи закінчилася серія акцій протесту, яка тривала 20 днів. Вимоги демонстрантів не були виконані. Головною причиною протестів спочатку було підвищення тарифів на електроенергію, пізніше стали звучати антикорупційні гасла і вимоги відставки діючого уряду.
ЗМІ стали називати події у Вірменії — #ElectricYerevan, «тарифною революцією», «революцією розеток», «ЕлектроМайданом», «ЕнергоМайданом» та «комунальним Майданом».

## Передумови
Ексклюзивною ліцензією на передачу і розподіл електроенергії у Вірменії володіє ЗАТ «Електричні мережі Вірменії» (ЕМВ). Воно створене в 2002 році шляхом злиття державних регіональних розподільних і збутових компаній. ЕМВ є єдиним покупцем електроенергії у всіх генеруючих компаній і єдиним її продавцем абонентам по всій країні. У 2006 році 100 % ЕМВ були куплені російським «Інтер РАО ЄЕС» за 73 мільйони доларів у британської Midland Resources Holding Ltd. Також у 2002 році відійшло Росії ще декілька вірменських підприємств — Разданська ТЕС (забезпечує 70 % електроенергії Вірменії) за списання $31 млн боргу, ЗАТ «РАО МАРС», ЗАТ «РУСАЛ-АРМЕНАЛ». Також за списання боргів «РусГідро» до власності Росії була передана Аргельська ГЕС. Загалом Росія контролює близько 80 % енергетичного ринку Вірменії. Це дозволило їй збільшити тарифи у 2006-му, 2009-му та 2010 роках. У 2014 році російська газовидобувна і газорозподільна монополія «Газпром» стала власником 100 % акцій постачальника газу у Вірменію — компанії «АрмРосгазпром». Ціна на газ, як і на електрику, у Вірменії також одна з найдорожчих у СНД. Це при тому, що навіть у Єревані зарплата рідко перевищує 200—300 доларів. Особливо в умовах значної (майже на 20 %) девальвації національної валюти через міжнародні санкції щодо Росії, країни, з якою у Вірменії найтісніші економічні зв'язки.
У 2013 році вартість кіловата була підвищена з 30 до 38 драм для денного тарифу і з 20 до 28 драм — для нічного. У 2014 році тариф зріс ще на 3,85 драм — відповідно, до 41,85 і 31,85 драм за кВт·год. Таким чином, за два роки денний тариф на електроенергію зріс на 11,85 драм або 39,5 %.
8 травня 2015 року «Електричні мережі Вірменії» звернулася до Комісії з регулювання суспільних послуг Вірменії з пропозицією підвищити для споживачів денний тариф на електроенергію з 41,85 драма за 1 кВт·год до 58,93 драма, а нічний тариф — з 31,85 до 48,93 драма за 1 кВт·год. Таким чином, у порівнянні з 2012 роком зростання денного тарифу склало 96 %, нічного тарифу — 144 %, тобто, за три роки тарифи зросли в 2—2,5 рази. Міністр енергетики і природних ресурсів Вірменії Ерванд Захарян заявив, що тарифи повинні переглядатися мінімум раз на рік, щоб проблеми не накопичувалися, а різких змін можна було уникнути.
Влада Вірменії визнала чергове підвищення обґрунтованим, але визнала поганий менеджмент у компанії «ЕМВ». Так, за словами міністра енергетики та надр Ерванда Захаряна, тільки за останні три роки «ЕМВ» зазнала збитків у розмірі 37,6 млрд драмів. Згідно з офіційними даними, замість допустимих втрат в 12 %, за останні 4 роки втрати в мережах склали 16 %, кожен відсоток втрат еквівалентний 2,5 млрд драмам. Ряд громадських ініціатив, громадських організацій та опозиційних сил висловили своє обурення як впливом підвищення тарифів на і без того вкрай складну соціально-економічну ситуацію, так і позицією вірменської влади, констатуючій, з одного боку, крадіжку, а з іншого, вказує на обґрунтованість підвищення цін на електроенергію. За словами депутата від опозиційної фракції «Вірменський національний конгрес» (ВНК) Степана Демірчяна, очевидно, що подорожчання електроенергії зумовлене не об'єктивними причинами, як би не намагалися в цьому переконати суспільство, а переслідує мету покрити накопичений «ЕМВ» борг у розмірі майже 250 млн доларів. Опозиція вимагала провести спеціальні слухання за участі як представників уряду, так і керівництва компанії «ЕМВ».
24 і 25 травня в Єревані та деяких містах відбулися акції протесту, організовані громадською ініціативою «Ні грабунку». 27 травня в Єревані і в більш ніж 15 містах країни пройшли мітинги і ходи на знак протесту проти подорожчання тарифів. В організації акцій протесту взяли участь місцеві громадські активісти, а також представники опозиційних партій «ВНК» і «Спадщина».
17 червня Комісія з регулювання суспільних послуг частково задовольнила заявку розподільчої компанії «Електричні мережі Вірменії» і розпорядилася з 1 серпня 2015 року підвищити тариф на електроенергію на 6,93 драма за 1 кВт·год або на 16 %. Представник комісії Гарегін Баграмян заявив на засіданні, що головною причиною подібного рішення є коливання курсу валют.

## Вимоги
- Скасувати підвищення ціни на електрику[16].
- Покарати винних у жорсткому розгоні акції 23 червня[16].
- Притягнути до відповідальності тих, з чиєї вини у дочірньої компанія Інтер РАО «ЄЕС Росії» — «Електричні мережі Вірменії» — виявилися багатомільйонні борги[16].

8 липня до вимог протестуючих додалася ще одна: Генеральна прокуратура повинна почати перевірку в компанії «Електричні мережі Вірменії» і в Комісії з регулювання суспільних послуг.
Вірменський сайт журналістських розслідувань Hetq зібрав добірку думок учасників протесту в Єревані, які охопили широкий спектр вимог — від необхідності зупинити еміграцію, змінити систему освіти, створювати нові робочі місця чи сформувати активне суспільство до таких радикальніших закликів, як відставка президента та зміна влади.

## Перебіг подій
19 червня громадянський рух «Ні грабунку» розпочав попереджувальний сидячий страйк проти підвищення тарифів у центрі Єревану — столиці Вірменії. Владі було висунуто ультиматум — скасування рішення про підвищення тарифів до 22 червня. Перші три дні протесту були мирними.
Увечері 22 червня кілька тисяч людей перекрили в Єревані проспект Баграмяна, де знаходиться резиденція Президента країни Сержа Саргсяна. Мітингувальники сіли на асфальт на проїжджій частині і закликали президента Вірменії Сержа Саргсяна скасувати рішення про підвищення тарифів. При цьому вони відмовилися від переговорів як із президентом, так і його представниками.
23 червня, о 05:30 за місцевим часом, співробітники силових структур розпочали зачистку акції протесту: спочатку поліція застосувала водомети, а потім на штурм пішли місцеві правоохоронці в обмундируванні. Мітингувальників почали бити і затримувати. У підсумку поліція затримала 237 осіб. За даними поліції, семеро учасників масштабного мітингу звернулися за медичною допомогою, троє доставлені в лікарню. Увечері на вулиці Єревану вийшло ще більше протестувальників — не менше 10—15 тисяч. Учасники протестів почали споруджувати барикади. Їх вимоги радикалізувалися внаслідок дій влади і з економічної площини переросли в політичну.
24 червня прес-секретар Комісії з регулювання суспільних послуг Маріам Степанян повідомила, що Державна комісія з регулювання суспільних послуг Вірменії не обговорює можливість перегляду підвищення тарифів на електроенергію. Заступник начальника поліції Вірменії, генерал-лейтенант Унан Погосян у бесіді з журналістами заявив, що у демонстрантів, які брали участь в акції в ніч на 23 червня на проспекті Баграмяна, виявлено холодну зброю. Тим часом, у місті Капан, адміністративному центрі марзу (області) Сюнік, також відбувся мітинг: в акції перед будівлею мерії міста взяли участь близько 50 осіб. Однак, невдовзі під'їхали губернатор Сюніка Сурен Хачатрян і мер Капана, які, наганяючи страх, примусили учасників акції розійтися. Того ж дня на проспект Баграмяна у Єревані прийшла група батьків солдат, які загинули під час служби в армії. Батьки підтримали учасників акції протесту і вважають, що протестуючі мають підняти питання військовослужбовців, які загинули від рук внутрішнього ворога. Поліція відмовляється пропустити їх до будівель адміністрації президента та Національних зборів (парламенту). Заступник начальника поліції Валерій Осіпян закликав батьків провести свою акцію в інший день. Увечері президент Вірменії Серж Саргсян, незважаючи на протести в центрі Єревану, виїхав із робочим візитом до Бельгії.
25 червня мітингувальники висунули нову вимогу: скасувати торішнє підвищення тарифів на електроенергію як економічно необґрунтоване. Ввечері того ж дня голова поліції Вірменії прибув на мітинг у центрі Єревана та заявив про підтримку демонстрантів проти підвищення тарифів на електроенергію, але закликав не політизувати питання. Пізніше учасники акції протесту в центрі Єревану висунули три вимоги владі Вірменії. Зокрема, призупинити дію рішення про підвищення тарифів на електроенергію, почати переговори з громадськими активістами з питання зниження тарифів на електроенергію, а також притягти до відповідальності тих поліцейських у цивільному одязі, які застосували насильство 23 червня стосовно активістів та журналістів. Незважаючи на різке погіршення погоди, кількість протестувальників значно збільшилася. Сильними поривами вітру повалило кілька дерев, які впали на проїжджу частину і машини.
26 червня замголови поліції Вірменії заявив, що серед демонстрантів виявлені люди зі зброєю. А голова поліції Вірменії генерал-лейтенант Володимир Гаспарян заявив, що у демонстрантів немає мети, «їм нічого сказати». Ввечері 26 червня президент Вірменії Серж Саргсян заявив, що протести не є антиросійськими. Найбільша кількість людей зібралася близько 9 вечора, коли стало відомо про те, що повернувся з Брюсселя президент Серж Саргсян, який відразу провів у Єревані засідання міжурядової російсько-вірменської комісії. Від Росії її очолював міністр транспорту Максим Соколов. Результатом засідання стало рішення про проведення нового аудиту компанії «Електричні мережі Вірменії» (належить російській «Інтер РАО»), яка ініціювала підвищення тарифу, також Росія виділила Вірменії кредит на закупівлю озброєнь на 200 млн $. Однак із заяви про підсумки роботи комісії, опублікованому на сайті президента Вірменії, не було написано, що буде скасовано рішення про підвищення тарифу — головна вимога протестувальників. Близько 23:00 у акції з'явився другий полюс — кілька десятків людей вийшли на проїжджу частину у кількох кварталах від основного місця акції, тимчасово перегородивши рух на перехресті проспекту Маштоца і вулиці Туманяна. Було збільшено кількість поліцейських і спецназівців, які перегороджували шлях до парламенту і президентського палацу. Член координаційної групи «Ні грабунку» Вагінак Шушанян заявив про готовність до безстрокової акції. Пізніше поліція все ж таки зняла другий кордон оточення і вимкнула фари спецтехніки. У ніч на 27 червня частина демонстрантів спробували перекрити площу Франції в центрі міста, яка з'єднує проспекти Баграмяна і Маштоца, а також вулицю Саят-Нова. Через спроби протестувальників заблокувати проспект Маштоца до площі Франції було стягнуто сили поліції, а також там з'явилися водомети. Начальник поліції Володимир Гаспарян зажадав звільнити ці вулиці. Після переговорів за участю активістів руху «Ні грабунку» зазначені вулиці, крім проспекту Баграмяна, були звільнені. Також Гаспарян повідомив, що автомобілістам, чиї машини евакуювали з проспекту Маштоца, що не будуть виписувати штраф (були евакуйовані 80—90 автомобілів). Крім того вночі поліція затримала серед протестуючих чоловіка з пістолетом: його доставили у відділ поліції, а зброю конфіскували. Також демонстранти встановили намет, проте поліція його конфіскувала. Правоохоронці послалися на заборону на встановлення наметів на мітингах.
27 червня глава поліції Вірменії Володимир Гаспарян пригрозив демонстрантам у Єревані жорсткими заходами з боку правоохоронців при умови нової спроби заблокувати центральні вулиці міста. Увечері влада Вірменії погодилися взяти на себе оплату електроенергії до закінчення перевірки постачальника енергії Вірменії — компанії «Електромережі Вірменії», покривши різницю між старим і новим тарифом із коштів уряду. Частина демонстрантів сприйняла рішення влади як свою перемогу, інша ж частина протестуючих наполягла на повному скасуванні рішення про підвищення тарифів на електрику. У кінці дня мітингувальники заявили про намір домагатися повного скасування рішення про підвищення тарифів і, що не розблокують проспект Маршала Баграмяна. Свою позицію вони пояснили тим, що влада хоче «підкласти під голову м'яку подушку» і мають намір вирішити проблему за рахунок бюджету, який належить народу. Президент Серж Саргсян закликав протестуючу молодь звільнити проспект Баграмяна і разом вирішити проблеми в енергетичній сфері. Він також не виключив можливості зміни власника розподільних мереж, а також націоналізації компанії, але ще раз наголосив на незмінності позиції керівництва країни: підвищення тарифу на електроенергію є виправданим. Однак, як на думку одного із лідерів ініціативи «Ні грабунку» Вагінака Шушаняна, так і інших активістів, пропозиції Сержа Саргсяна не задовольнили їх основну вимогу, оскільки не скасовують і навіть не призупиняють рішення про підвищення тарифів з 1 серпня. Шушанян у бесіді із заступником начальника поліції Єревана Валерієм Осіпяном зазначив, що 23 червня о 18:00 організатори акції протесту зберуть загальний мітинг, на якому народ визначить свої подальші дії.
28 червня член координаційної групи «Ні грабунку» Вагінак Шушанян виступив з офіційною заявою на проспекті Баграмяна, зазначивши, що організатори акції протесту проти подорожчання електроенергії мають намір провести публічні обговорення для визначення подальших кроків і готові підкоритися рішенню більшості. У поліції заявили, що планують «відновити громадський порядок» на проспекті Баграмяна о 23:00. Начальник поліції Вірменії Володимир Гаспарян заявив журналістам, що «діятиме жорсткіше, ніж 23 червня». Депутати, громадські та політичні діячі, журналісти, священики, представники шоу-бізнесу вишикувалися в живий щит між поліцією і демонстрантами. У Гюмрі на Театральній площі учасники вуличних протестів пригрозили почати акції громадянської непокори у разі силового розгону демонстрантів у центрі Єревану. Увечері організатори акції протесту провели публічні обговорення для визначення подальших кроків. Однак, протестувальники не дійшли згоди, в результаті кілька сотень людей, на чолі з координаторами мітингу відійшли на Площу Свободи, але основна частина мітингувальників залишалася на проспекті Маршала Баграмяна. Незважаючи на загрозу застосувати силу і ультиматуми, поліція не стала насильницьким чином розганяти мітингувальників.
29 червня на заблокованому учасниками акції проспекті Баграмяна в центрі міста залишилось до 20 тисяч демонстрантів. Усупереч вимогам поліції, вони заявили, що не мають наміру розходитися, доки рішення підняти ціни на електроенергію буде не «заморожене», а цілком скасоване. Тим не менш, поліція дозволила демонстрантам провести ще одну ніч на проспекті Маршала Баграмяна, також поліція затримала 22-річного учасника акції за підозрою в побитті поліцейського. Міністр-керівник апарату уряду Давид Арутюнян заявив, що на проведення аудиту в компанії «Електромережі Вірменії» знадобиться від 3 до 6 місяців.
30 червня активісти руху «Ні грабунку» вирішили припинити нічні сидячі страйки на площі Свободи у столиці Вірменії, але за словами одного з лідерів руху Максима Сарґсяна, денні протести триватимуть, також частина людей повернулася на Баграмяна. Як зазначив інший учасник руху Вагінак Шушанян, активісти збираються створити групи експертів, економістів, юристів, щоб виступити з конкретними пропозиціями з організації міжнародного аудиту компанії «Електричні мережі Вірменії». Прем'єр-міністр Вірменії Овік Абрамян заявив журналістам на полях конференції «Економічна повістка», що субсидування підвищеного тарифу на електроенергію буде здійснено за рахунок позабюджетних коштів, не уточнивши з яких. Наприкінці дня було заявлено про створення нової ініціативи та організаційних груп: швидкого реагування, охорони громадського порядку, технічних питань, по роботі з громадськістю, юридичної та фінансово-економічної, також двоє демонстрантів оголосили голодування.
1 липня учасник створеної у Єревані групи з координації акцій протесту Давид Санасарян заявив про підготовку активістами пакету пропозицій до влади у питанні врегулювання проблеми із тарифами на електроенергію. За його словами, протестувальники не змінили своїх вимог щодо скасування рішення про підвищення тарифів на електроенергію з 1 серпня, але керуватимуться у своїх подальших діях «схваленням народу». Поліція знову закликала розблокувати проспект Баграмяна, пообіцявши інакше скористатися своїми повноваженням. Також проти активіста з Гюмрі Карена Петросяна було порушено кримінальну справу. Тим часом, генпрокуратура Вірменії попросила Спеціальну слідчу службу перевірити законність застосування поліцією сили під час розгону учасників протесту проти підвищення тарифів на електроенергію.
2 липня двох демонстрантів, які оголосили голодування на проспекті Баграмяна, було госпіталізовано.
3 липня Спеціальна слідча служба порушила кримінальну справу проти співробітників правоохоронних органів: їх звинуватили в перевищенні посадових повноважень, зв'язаному з насильством, і перешкоджанні професійній діяльності журналістів, під час подій на проспекті Баграмяна і площі Свободи 23 червня.
4 липня мітингувальники висунули владі ультиматум: якщо жодну з їхніх вимог не буде виконано до 21:00 6 липня, протестувальники почнуть нову акцію під назвою «Крок вперед» і почнуть просувати барикади до президентського палацу. У відповідь заступник начальника поліції Єревана Валерій Осіпян заявив, не буде приймати ультиматум протестуючих і не дозволить просувати барикаду.
6 липня поліція висунула протестувальникам у Єревані ультиматум: добровільно розблокувати проспект Баграмяна до 12:30 за місцевим часом, або поліція, починаючи з 12:30, розблокує проспект із застосуванням наданих законом заходів. О 12:30 поліцейські прибрали сміттєві баки-барикади, які перекривали проспект Баграмяна в Єревані, і відтіснили протестуючих із проїжджої частини. При розблокуванні проспекту Баграмяна в Єревані поліцейські затримали 46 осіб, у тому числі координатора руху «Ні грабунку» Вагінака Шушаняна і одного з лідерів акції проти подорожчання електроенергії в Єревані Давида Санасаряна. Пізніше всіх затриманих було звільнено. Протестувальники перемістились на площу Свободи, де після нарад лідери протесту оголосили, що протестувальники залишаться там. Один із координаторів протестів на проспекті Баграмяна, Давид Санасарян, між тим, оголосив про початок голодування. Він заявив, що ця акція не спрямована проти влади, а є своєрідним закликом до громадян країни вийти на площу. Він додав, що припинить голодування тоді, коли на площі збереться народ, щоб знову піти на проспект Баграмяна. Тим часом, заступник начальника Поліції Єревана Валерій Осіпян попередив учасників акції протесту про те, що поліція не допустить ходи до проспекту Баграмяна. Також один з активістів зашив собі рот на знак протесту.
8 липня чотири людини на площі Свободи приєдналися до голодування, оголошеної прес-секретарем партії «Спадщина» Давидом Санасаряном. Того ж дня компанія «Електричні мережі Вірменії» була оштрафувана на 126 тисяч доларів через порушення прав споживачів. Як пояснили в Комісії з регулювання суспільних послуг Вірменії, таке рішення пов'язане з вимогами «Електричних мереж Вірменії», які стягували авансові платежі з мешканців новозбудованих будинків, що потребували під'єднання до електромережі.
9 липня на площі Свободи закінчилася серія акцій протесту проти підвищення тарифів на електроенергію, яка тривала 20 днів. Промовці знову оголосили, що їхні вимоги залишаються в силі, але визнали, що їх мало і тому мітинг проведуть наступного тижня. Член координаційної групи Давид Санасарян та інші 3 протестанти припинили голодування. Також Санасарян заявив, що якщо їх вимоги не будуть виконані на наступному мітингу вони зажадають відставок.

### Після закінчення протестів
У середині липня активісти руху «Ні грабунку» передали лист до Генеральної прокуратури, в якому йдеться про необхідність кримінального покарання для поліцейських, які застосували насильство проти демонстрантів. За словами члена ініціативи «Ні грабунку», юриста Ара Карагезяна, 23 червня право громадян на мирні демонстрації було порушено. Згідно з вимогами активістів, співробітники поліції при виконанні службових обов'язків повинні носити уніформу, а також, якщо у мітингу беруть участь неповнолітні, поліція не має права застосовувати спецзасоби.
27 липня 2015 року протестуючі планували на площі Республіки почати 72-годинний сидячий страйк проти підвищення тарифів на електроенергію, але співробітники поліції вишикувалися в ряд біля тротуару, не дозволивши пройти до центральної частини площі. Натомість учасники акції демонстративно крокували по пішохідному переходу біля готелю «Вірменія-Маріотт», заважаючи проїзду автотранспорту.
1 серпня рішення Комісії з регулювання суспільних послуг Вірменії щодо підвищення тарифів на електроенергію набрало чинності. Прем'єр-міністр Вірменії Овік Абрамян заявив, що підвищення тарифів на електроенергію буде субсидуватися за рахунок коштів, які Вірменія виручить від продажу американському енергетичному холдингу Contour Global Воротанского каскаду ГЕС на південному сході країни. Договір про його продаж був підписаний 8 червня, вартість угоди 180 мільйонів доларів.
Протестуючі проти збільшення енерготарифів у Вірменії громадянські активісти, які сформували рух під назвою «Вставай, Вірменія!», продовжують нечисленні акції протесту в центрі Єревану. Увечері 1 серпня протестуючі зажадали націоналізації компанії «Електричні мережі Вірменії».
4 серпня протестувальники в Єревані зажадали відставки всієї Комісії з регулювання суспільних послуг (Кроу) Вірменії, яка 17 червня ухвалила рішення про підвищення тарифів на електроенергію, а тепер відмовляється його скасовувати. З цією метою буде організовано збір підписів.

### Вересень 2015
1 вересня 2015 року в Єревані поліція затримала п'ятьох активістів руху «Ні грабунку» при спробі провести акцію протесту. Відзначається, що демонстранти планували зробити заяву біля резиденції президента, проте поліцейські перекрили дорогу і оточили їх.
11 вересня активісти «Ні грабунку» перекрили центральний проспект Баграмяна в Єревані, де розташовується резиденція президента країни. Після короткого мітингу на площі Свободи поблизу проспекту близько 2 тисяч чоловік організували ходу. Поліція Вірменії надала демонстрантам час до 05:00 12 вересня, щоб висловити свій протест і розблокувати проспект Баграмяна. О 05:00 ранку почала розгін мітингувальників та затримання.

## Дезінформація та пропаганда російських ЗМІ

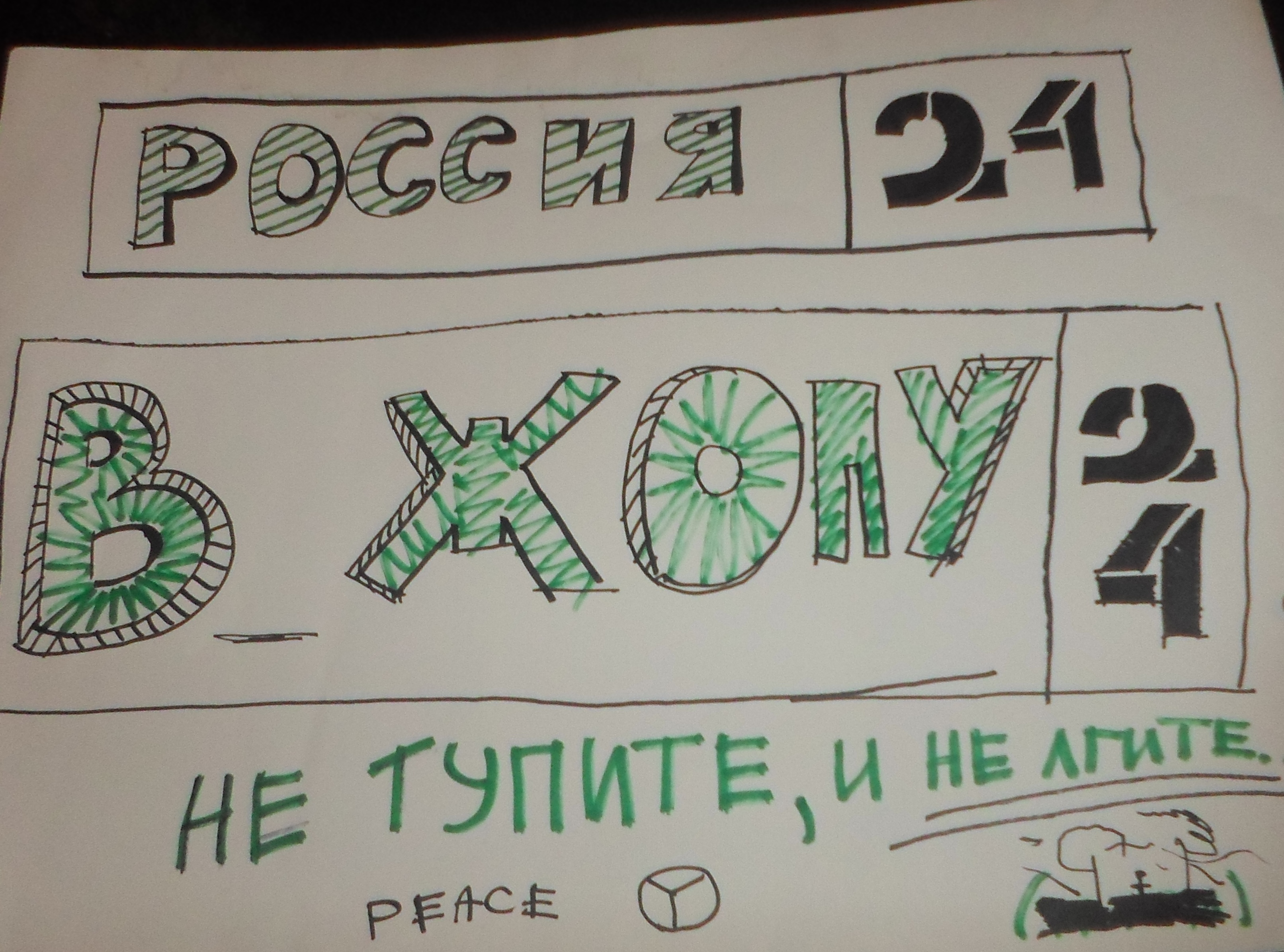
Один із плакатів протестувальників проти російських ЗМІ у Єревані.

Колишній міністр Нацбезпеки Вірменії Давид Шахназарян заявив, що російська преса дає абсолютну дезінформацію про події у Вірменії та провокує маніфестантів. Він також звинуватив прокремлівських політиків, які пишуть те, що абсолютно далеке від істини. Зокрема, кореспонденти Рен-ТВ заявили, що ще в березні побували на невеликій базі в Чехії, де відбувалася підготовка професійних протестантів. Там колишній чиновник адміністрації Рональда Рейгана Пол Крейг розповів, що США готові спровокувати повторення Майдану в Єревані. І саме для цього, за його словами, до столиці Вірменії деякий час тому приїжджала представник Держдепу Вікторія Нуланд.
Вірменські протестувальники звуниватили російські ЗМІ у пропаганді та вигадках, зокрема представників РТР, «Першого каналу», Рен-ТВ, Lifenews, які роздивилися у протестах «руку Заходу», «гроші Америки», «український сценарій», «прапори Євросоюзу та бандерівців». У мітингувальників вони побачили «ножі та кастети», а водомети та палиці поліції в їхніх репортажах стали «відповіддю на напади пікетувальників».
24 червня у Єревані активісти вигнали журналістів російського пропагандистського телеканалу «Звезда» з площі, де проходить акція протесту, за спробу записати черговий пропагандистський сюжет. Також пікетували журналістку російського пропагандистського телеканалу Lifenews під час прямого включення плакатами з написами «Россия 24 в жопу» російською та вірменською.
Багато «тролів» з Росії поширювали, зокрема у Twitter, повідомлення про «політичний майдан у Єревані, який організували США».

## Реакція на події

### Позиція уряду
Голова Національних зборів Вірменії Галуст Саакян виступив з закликом до членів ініціативи «Ні грабунку», залишатися в рамках закону. Депутат від правлячої Республіканської партії Вірменії, голова Спілки добровольців «Еркрапа», генерал Манвел Григорян висловив підтримку діям активістів.

### Позиція опозиції
«Вірменський національний конгрес» — найбільший опозиційний рух Вірменії, що містить більше десятка різних опозиційних партій. Очолює «Конгрес» екс-президент Левон Тер-Петросян. При цьому в парламенті країни «ВНК» має всього лише 7 місць. Всі семеро покинули зал засідань на знак протесту у зв'язку з розгоном демонстрантів і арештом деяких із них.

### Реакція діячів культури та спорту
Музикант, вокаліст американського гурту System of a Down і культовий діяч вірменської культури Серж Танкян підтримав акції протесту проти подорожчання електроенергії в Єревані і засудив розгін маніфестантів із допомогою водометів. Танкян вважає, що іноземні монополісти, які надають комунальні послуги, мають бути націоналізовані і проходити незалежний аудит. Крім того, він зазначив, що громадянське суспільство у Вірменії швидко розвивається і попередні акції непокори, зокрема, проти підвищення цін на проїзд у громадському транспорті, вже принесли свої плоди.
Американська актриса, фотомодель Кім Кардашян висловила стурбованість подіями у Вірменії.
Вірменський рок-гурт «Вордан Кармір» і гурт The Small bodies відіграли концерти для демонстрантів на проспекті Баграмяна.

### Реакція світової спільноти

#### Вірменська діаспора та акції солідарності у світі
Вірменська спільнота та небайдужі люди вийшли на акцію підтримки протестів перед посольствами та консульствами Вірменії у Ґлендейлі, Лос-Анджелесі, Вашингтоні, Страсбурзі, Києві, а також у ряді інших міст Німеччини та Франції.
28 червня з ініціативи Російсько-Вірменського Альянсу Молоді (РВАМ) у 50 містах Росії відбулась акція солідарності російської молоді «Росія за благополуччя Вірменії і проти грабунку». 2 липня Рада Асоціації випускників США Вірменії виступила із заявою про підтримку протестів і засудження дій поліції та уряду.

#### Реакція релігійних організацій

##### Вірменська апостольська церква
22 червня два служителі Вірменської Апостольської церкви єпископ Баграт Галстян та ієрей Асохік Карапетян приєдналися до активістів у Єревані, щоб запобігти зіткненням.
26 червня священнослужителі церкви вишикувалися між демонстрантами і силами правопорядку в Єревані і заспівали духовні пісні, щоб вгамувати пристрасті.
29 червня директор із церковним і концептуальних питань Першопрестольного Св. Ечміадзіна єпископ Баграт Галстанян закликав мітингувальників піти з проспекту Баграмяна і повернутися на Площу Свободи.

#### Міжнародні організації
- Організація з безпеки і співробітництва в Європі (ОБСЄ) — Представник ОБСЄ зі свободи засобів інформації Дуня Міятович закликала гарантувати безпеку журналістів за будь-яких обставин після інцидентів і примусових дій поліції проти журналістів у Вірменії[99].

- Рада Європи — Комісар Ради Європи з прав людини Нілс Муйжніекс закликав владу Вірменії поважати свої зобов'язання з міжнародних прав людини, зокрема, у зв'язку зі свободою мирних зібрань і свободою слова[100].

- Amnesty International — Міжнародна правозахисна організація вважає, що поліція невиправдано застосувала водомети по відношенню до мітингувальників у Вірменії і закликала владу Вірменії в терміновому порядку забезпечити об'єктивне і незалежне розслідування[101].

- Організація Об'єднаних Націй (ООН) — Офіційний представник управління Верховного комісара ООН з прав людини Равіна Шамдасані закликала владу Вірменії ретельно розслідувати випадки застосування сили поліцейськими проти мітінгувальників та журналістів[102].

- Human Rights Watch — Міжнародна правозахисна організація засудила насильство з боку поліцейських щодо активістів і журналістів у Єревані і закликала владу негайно почати незалежне і повне розслідування для з'ясування того, чи була застосована сила сумірною, а якщо ні — притягнути до відповідальності людей, відповідальних за застосування невідповідною сили[103].

#### Країни
- Європейський Союз (ЄС) — Голова делегації ЄС у Єревані Дірк Лоренц закликав провести неупереджене розслідування подій. За його словами, «повідомлення про застосування невідповідною сили щодо учасників мирної акції протесту і журналістів викликають занепокоєння»[104].

- Велика Британія — Посольство Великої Британії у Вірменії виступило із заявою, в якій висловило стурбованість через затримання численних людей, у тому числі журналістів, а також через відомості про застосування сили стосовно журналістів, умисного пошкодження та конфіскації їхнього обладнання, відомості про діючі з поліцією особах у цивільному одязі, застосування непропорційної сили щодо тих, хто не підкорявся приводу. Британське посольство закликало владу негайно в рамках закону зробити відповідні дії[105].

- США — Посольство США у Вірменії висловило стурбованість застосуванням поліцейськими надмірної сили в ході розгону учасників акції протесту вранці 23 червня, а також повідомленнями про застосування насильства у відділеннях поліції[106]. Посол США у Вірменії Річард Міллз заявив, що США жодним чином не залучені в акції протесту, що відбуваються у Вірменії, але при цьому, з урахуванням складності питання, він, будучи в статусі іноземного дипломата, не вважає себе вправі висловлювати думку з цього приводу[107].

- Франція — посол Франції в Вірменії Жан-Франсуа Шарпантьє заявив, що ситуацію, яка склалася у Вірменії, треба вирішувати шляхом діалогу. За його словами, єдине, чого Франція бажає — це якнайшвидше врегулювання проблеми шляхом діалогу і рішення, яке буде прийнятним для всіх сторін і життєздатним в економічному плані[108].

- Білорусь — Голова МЗС Білорусі Володимир Макей назвав внутрішньою справою Вірменії протести в цій країні і висловив упевненість, що вірменська влада вирішать цю ситуацію[109].

##### Реакція у Росії
Член комітету Ради Федерації з міжнародних справ Ігор Морозов заявив, що нинішні події у Вірменії «один в один» повторюють український Майдан, якими «керують» США. Також голова цього комітету Костянтин Косачёв назвав протести «кольоровою революцією», а їх «організаторами» — країни Заходу. Політолог Сергій Марков, який є довіреною особою президента Росії, на своїй сторінці в Facebook написав, що серед демонстрантів у Єревані «напевно багато бойовиків з України». Голова комітету Держдуми РФ у справах СНД Леонід Слуцкій назвав протести «спробою послабити Росію». Перший заступник голови фракції «Єдина Росія» в Держдумі Франц Клінцевіч заявив, що протести у Вірменії мають на меті порушити союз Росії з цією країною. Заступник голови ЦК КПРФ, перший заступник голови комітету Держдуми у справах національностей Валерій Рашкін порадив керівництву Вірменії вислати американського посла Річарда Міллса з країни за «ініціювання чергового кольорового перевороту». Ще один член комітету Держдуми з міжнародних справ Олександр Бабаков заявив, що посольства західних країн дестабілізують Вірменію. Прес-секретар президента Росії Дмитро Пєсков заявив, що у Кремлі уважно стежать за ситуацією у Вірменії.

## Галерея

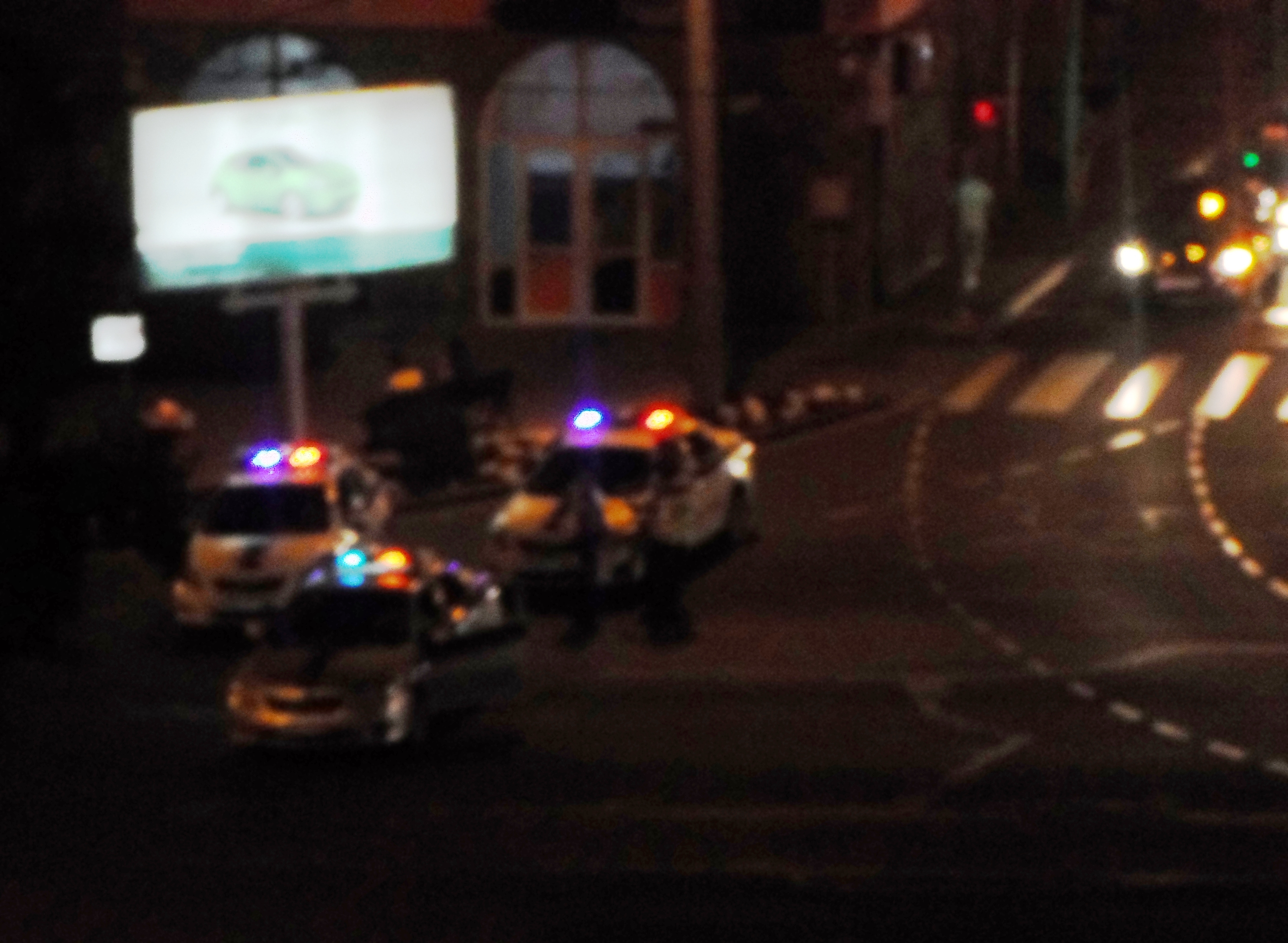
22 червня
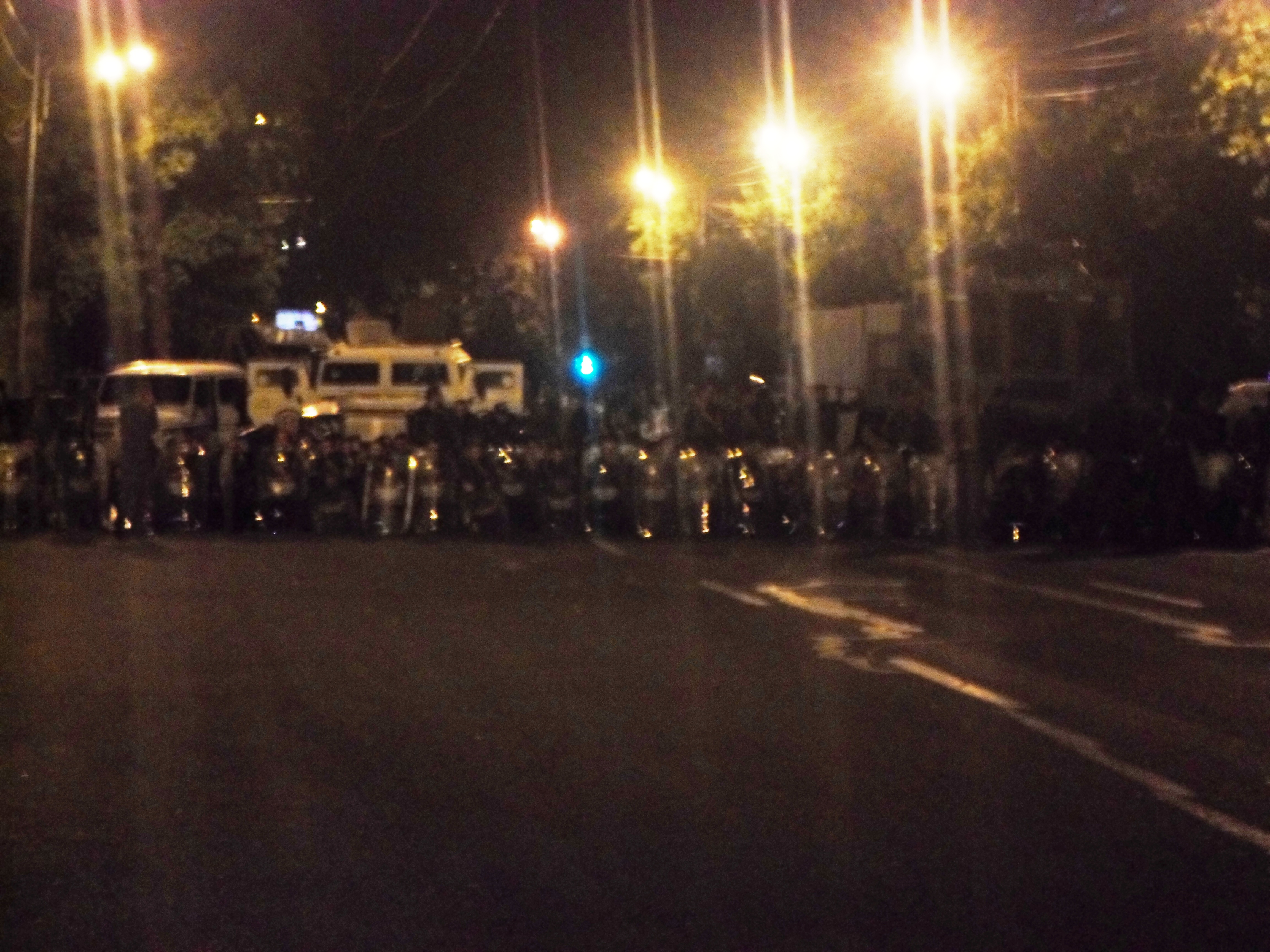
22 червня
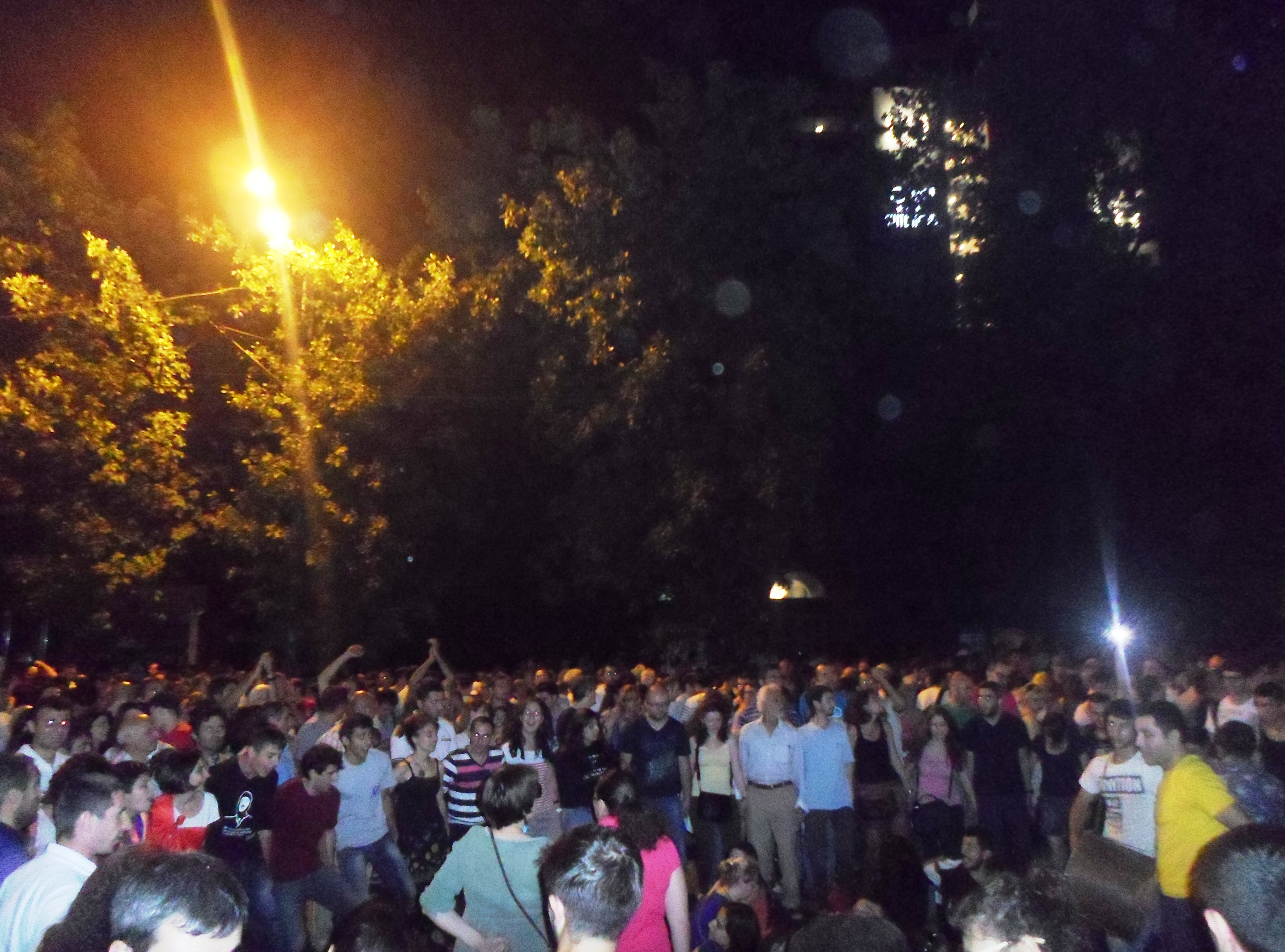
22 червня
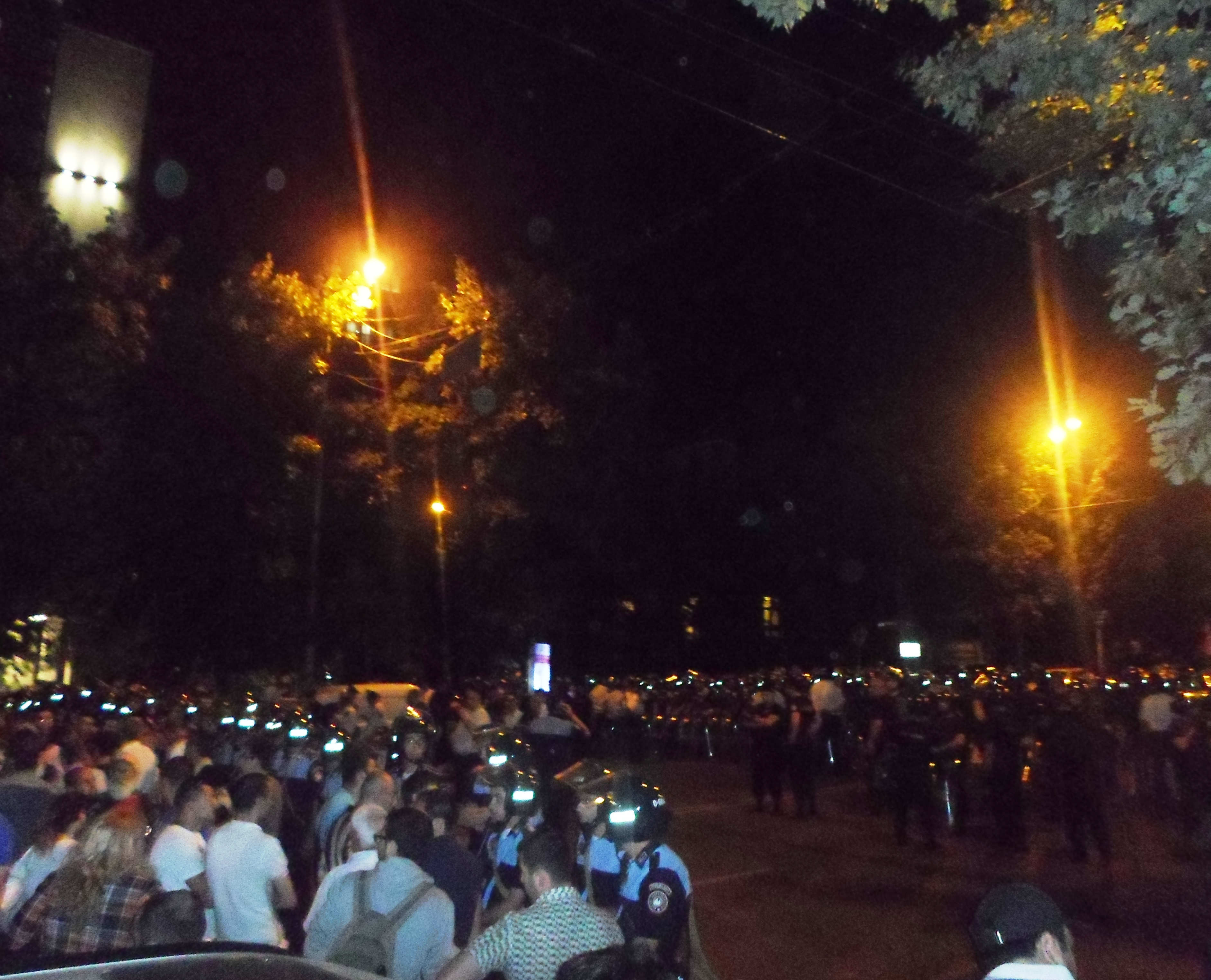
22 червня
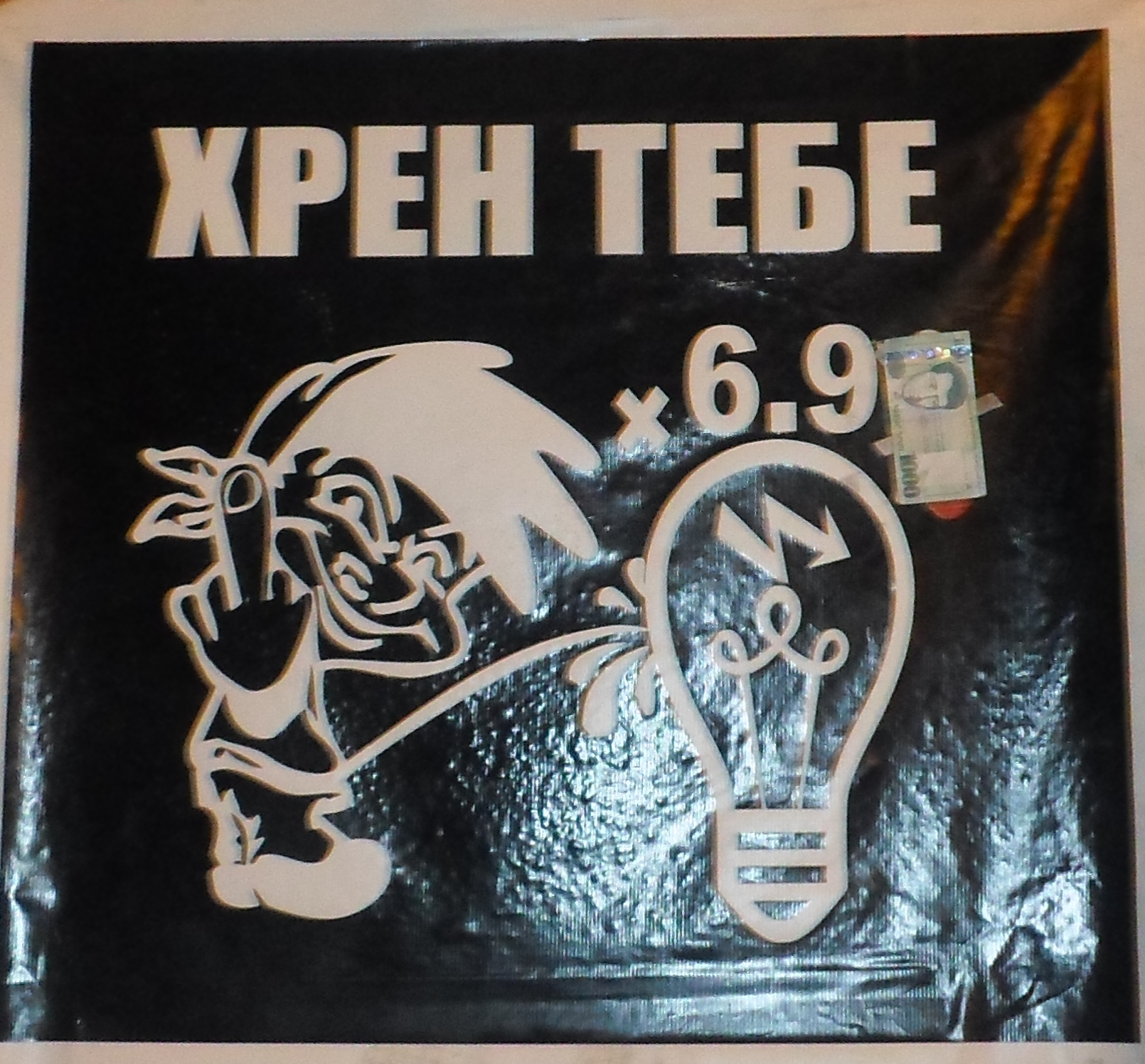
24 червня
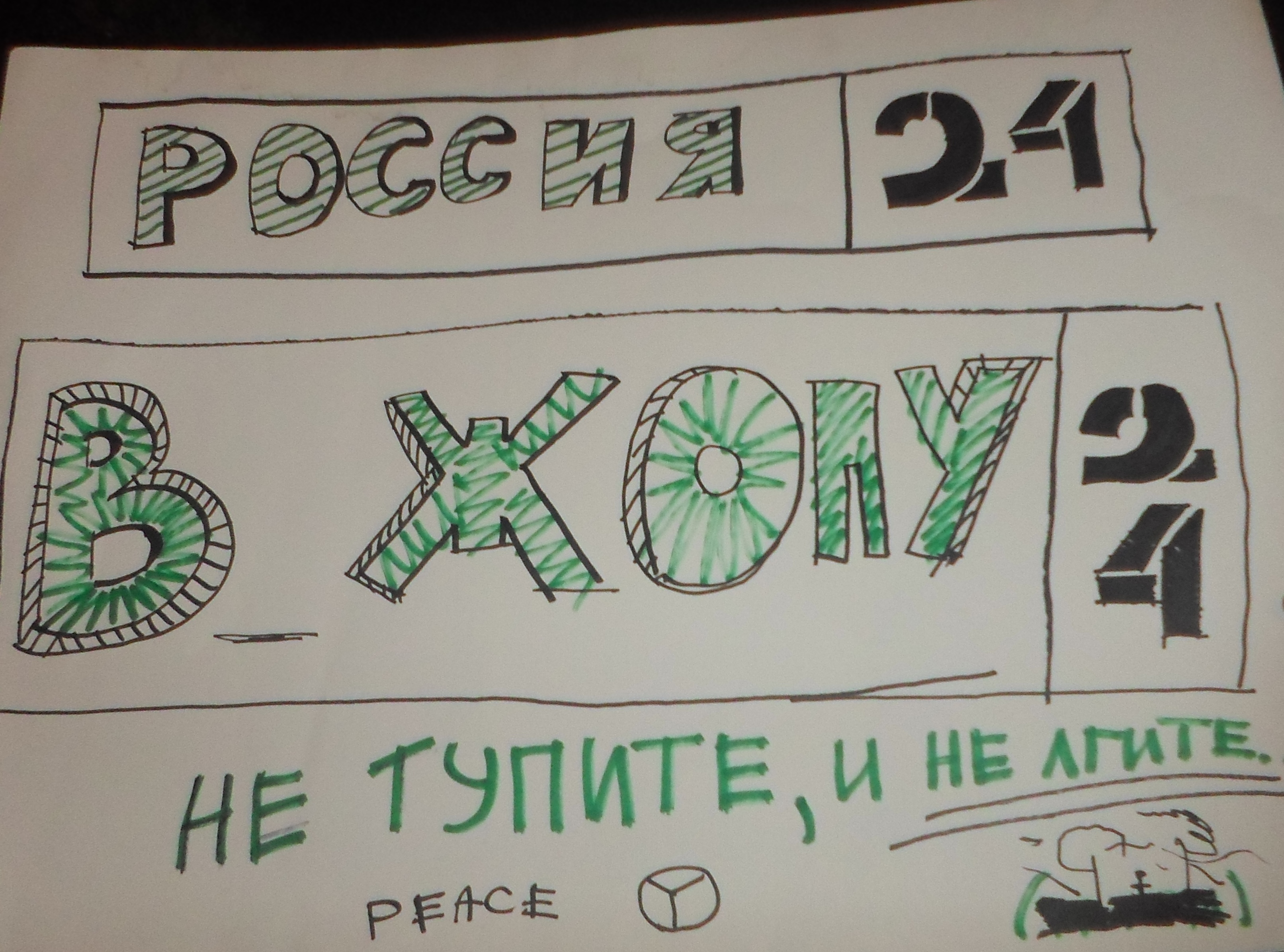
24 червня
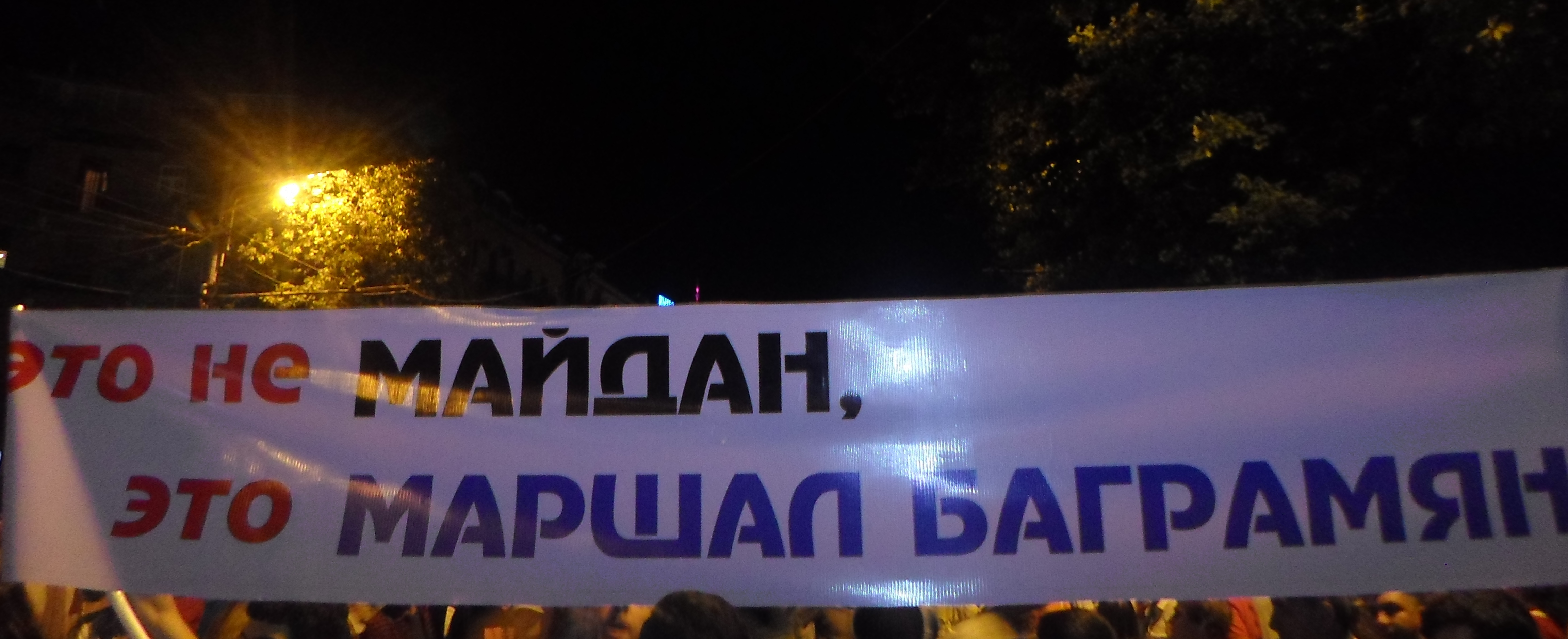
26 червня
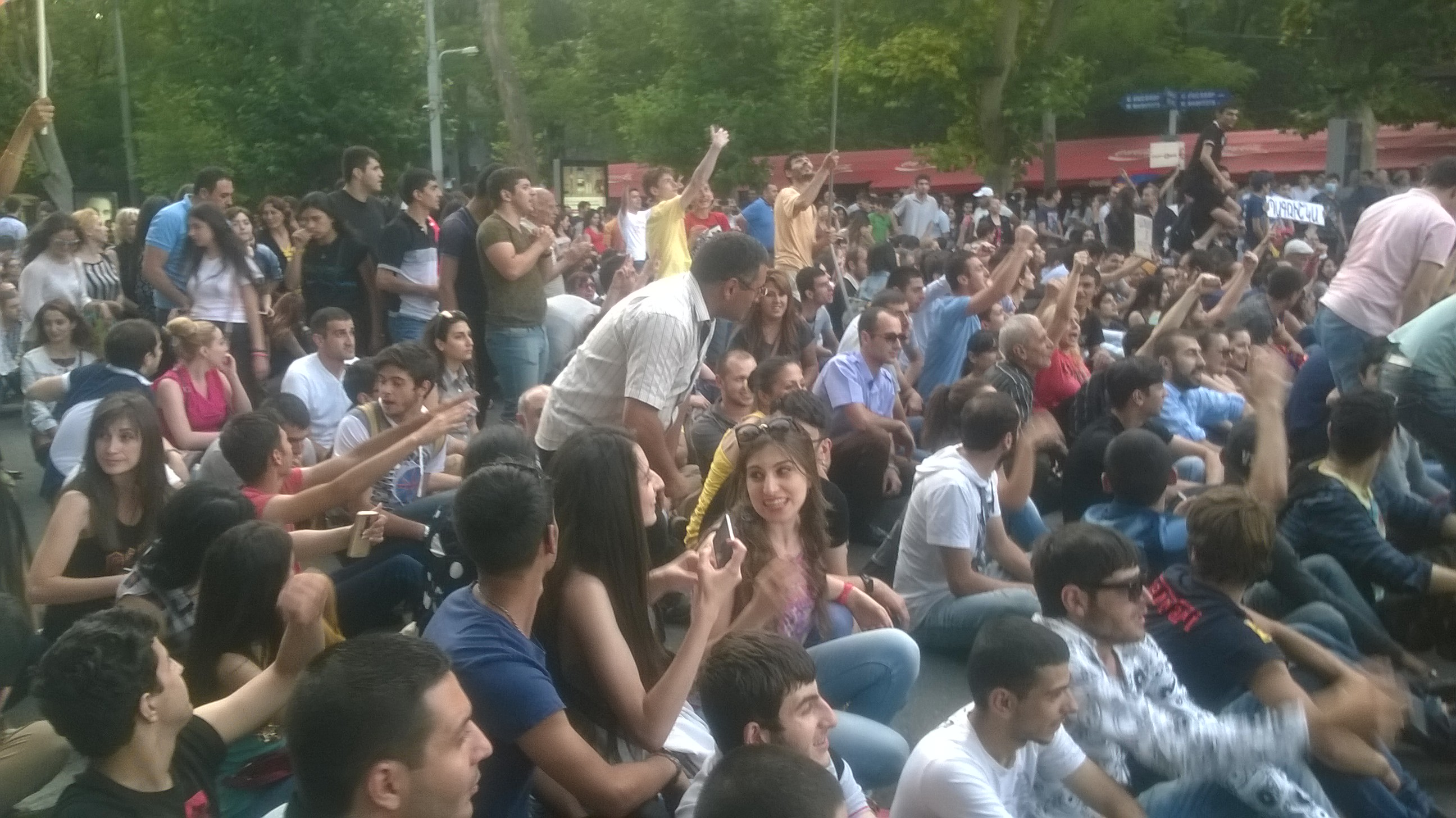
26 червня
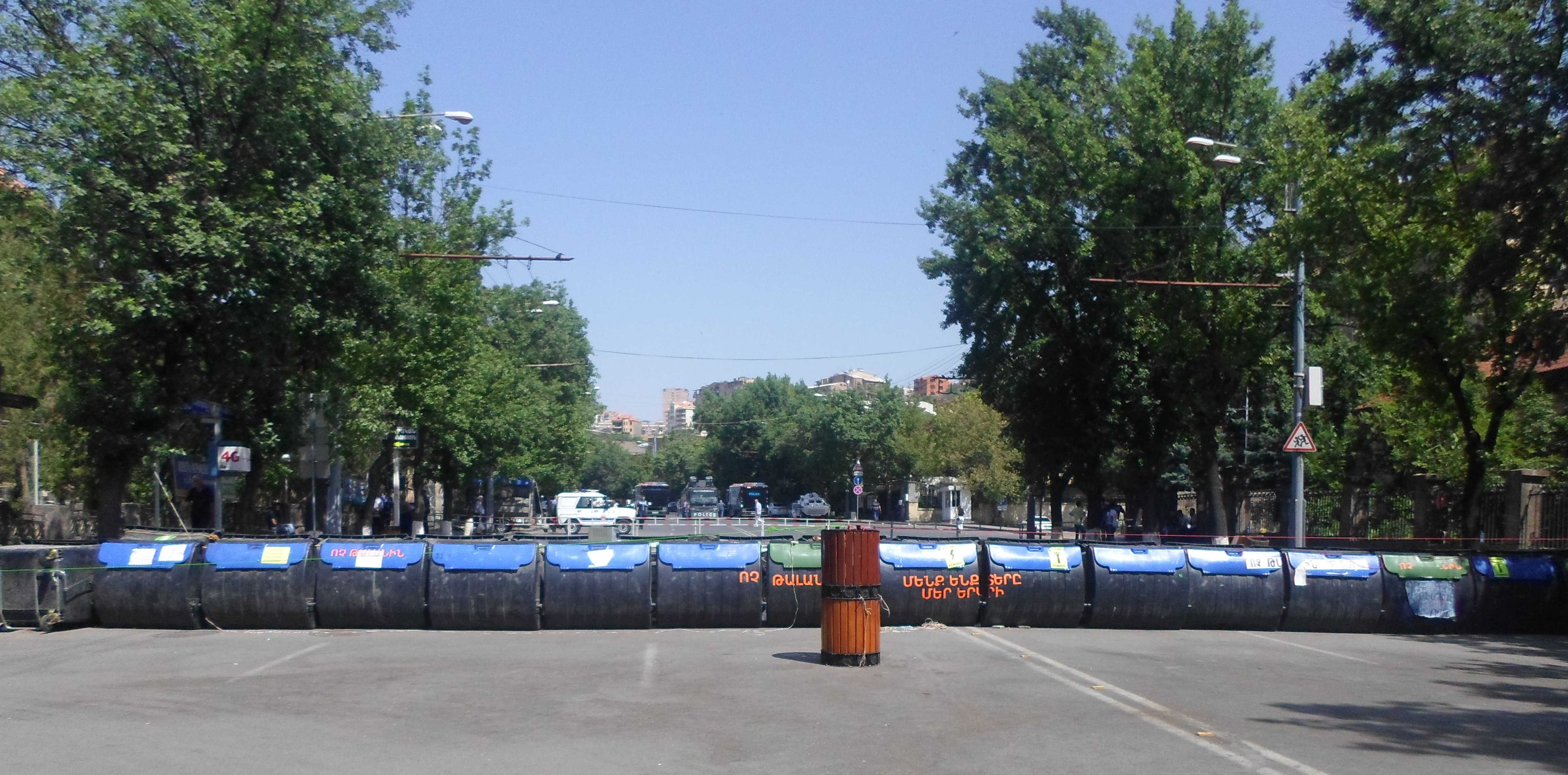
1 липня
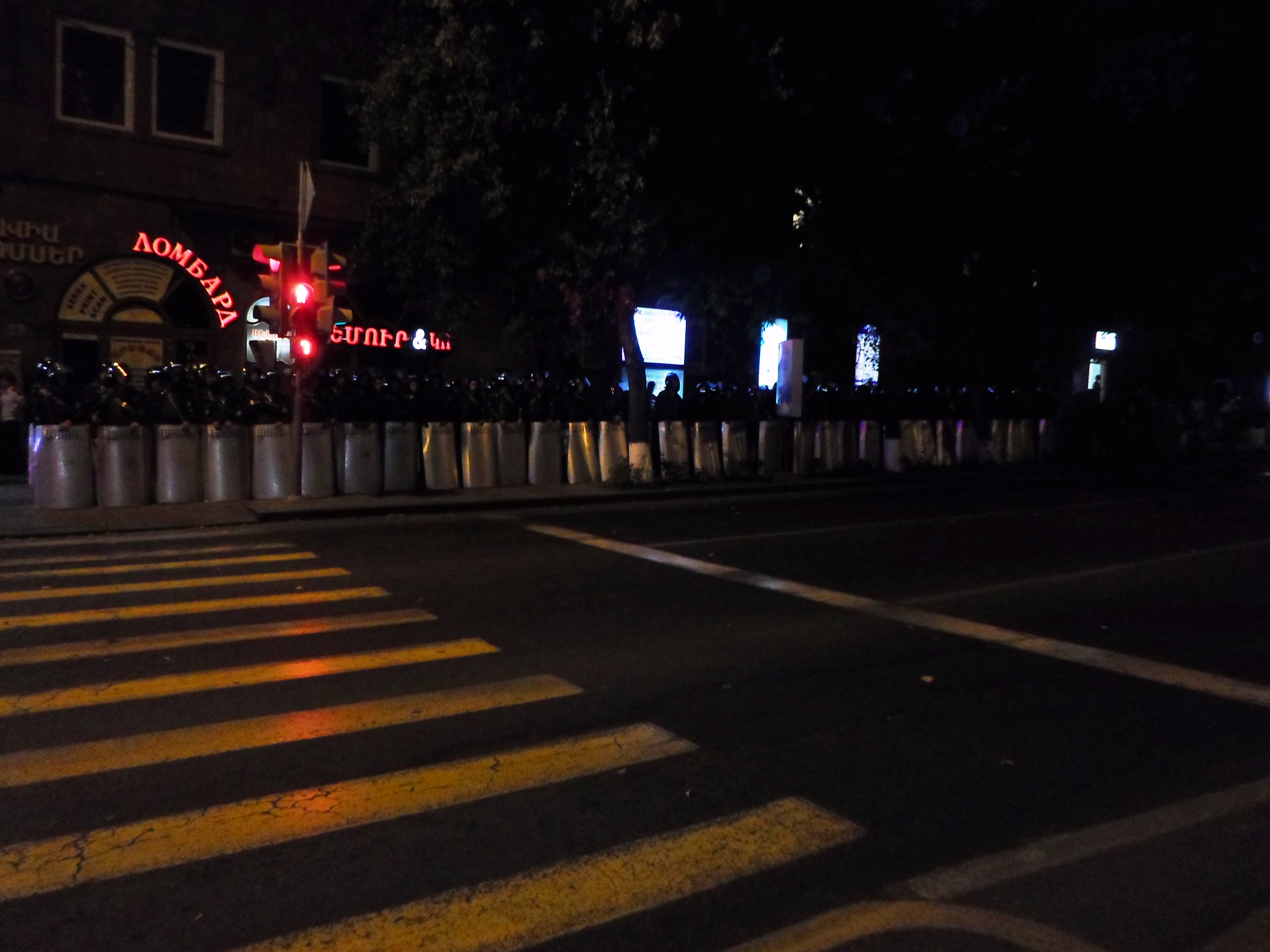
12 вересня